# Vélo stationnaire

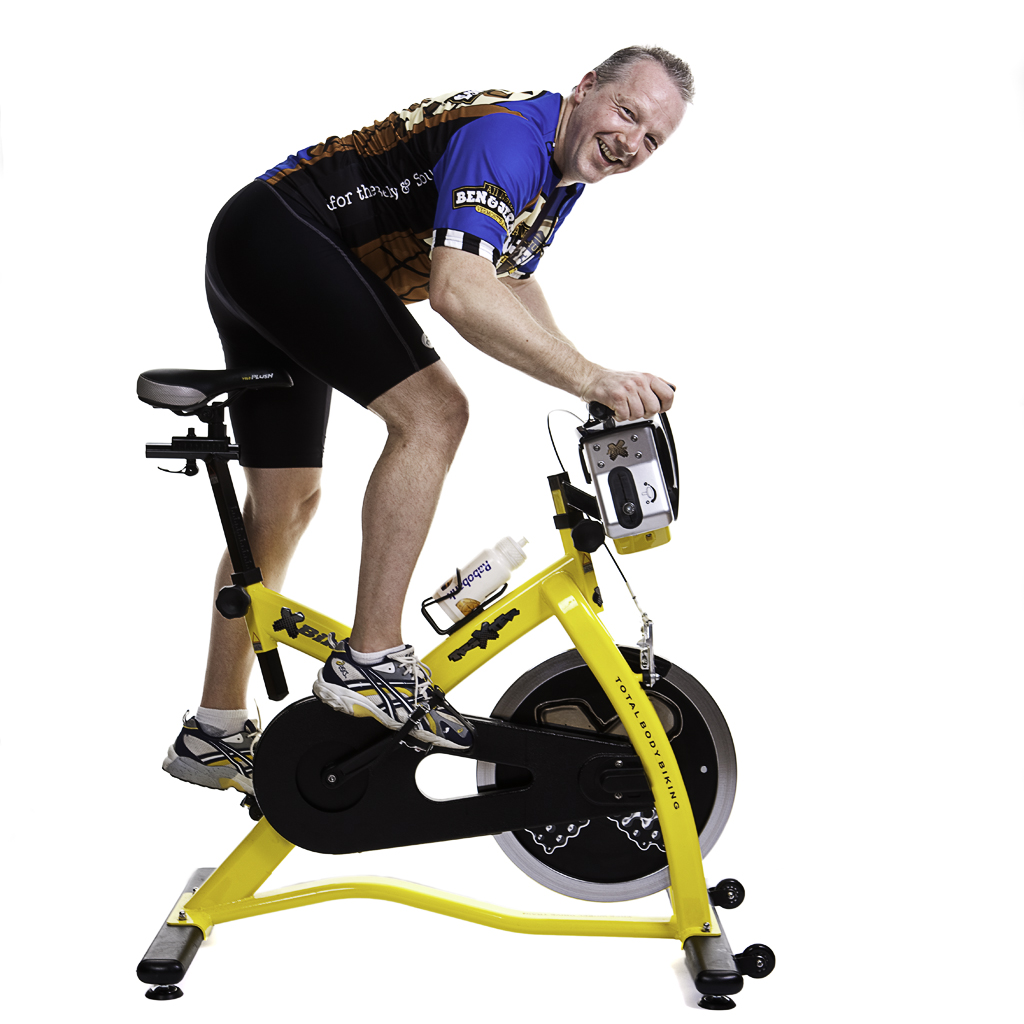
Cet homme en tenue de sport s'exerce sur un vélo stationnaire.

Un vélo stationnaire, vélo d’appartement, vélo fixe ergométrique, cycle-exerciseur, spin-bike, body-bike ou vélo spinning est un appareil conçu pour simuler le fonctionnement d'une bicyclette dans un espace réduit (appartement, gym). Monté sur un socle de façon à le maintenir en position verticale, il comporte un cadre, une selle, un pédalier et un guidon.

## Description
Des ergomètres, appareils exercicseurs ressemblant au vélo stationnaire, sont utilisés dans les véhicules spatiaux (comme l'ISS) pour contrer la réduction de gravité sur le système cardiovasculaire, la microgravité l'amenant à être moins performant.

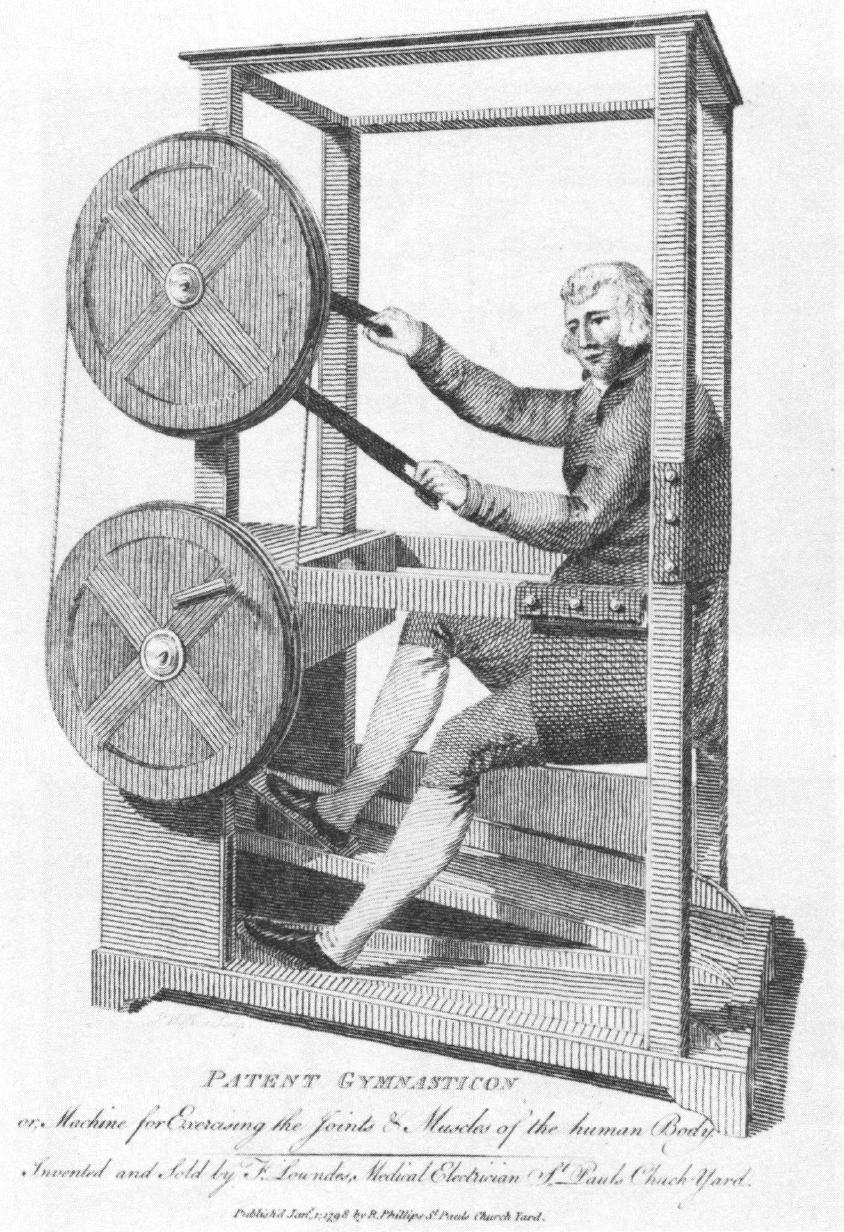
Gravure d'un homme s'exerçant dans un Gymnasticon (1798).

L'un de ses ancêtres est le Gymnasticon (en), inventé en 1796 par Francis Lowndes. Il visait à exercer les articulations « de toutes les parties du corps ensemble, ou partiellement »,.

### Citations originales
1. ↑  (en) « in all parts of the body at once, or partially »